# يوهان، كونت كليفه
يوهان (بالألمانية: Johann von Kleve)‏ (ربما ولد في 93/1292 - 1368)؛ كان أخر كونت كليفه من أسرة كليفه منذ 1347 حتى وفاته في 1368، هو ابن الأصغر لـ ديتريش السابع، كونت كيلفه وزوجته الثانية مارغريت دي هابسبورغ؛ في 1333 أصدر شقيقه ديتريش الثامن، كونت كليفه قرار الميراث لصالح بناته في حال وفاته، إلا أنه عارض هذا القرار بشدة لأن يتم إزاحته من خط الخلافة، ومع ذلك تم إلغاء القرار في 1338، وخلفه عند وفاته في 1347 مع ذلك ابنته الكبرى مارغريت، كونتيسة مارك طالبت بحقها بحيث تحالفت مع أبنائها وابن خالها رينو الثالث، كونت خيلدرز.
تزوج من ميتشلد دي خيلدرز ابنة رينو الثاني، كونت خيلدرز؛ مع ذلك هذا الزواج لم يسفر عن آية أبناء، وعند وفاته في 1368 خلفه الابن الثاني لـ مارغريت أدولف الأول، وفي أواخر القرن الرابع عشر تم لم شملها مع كونتية مارك، ومنذ 1417 تم رفعها إلى دوقية.